# Філевич Михайло

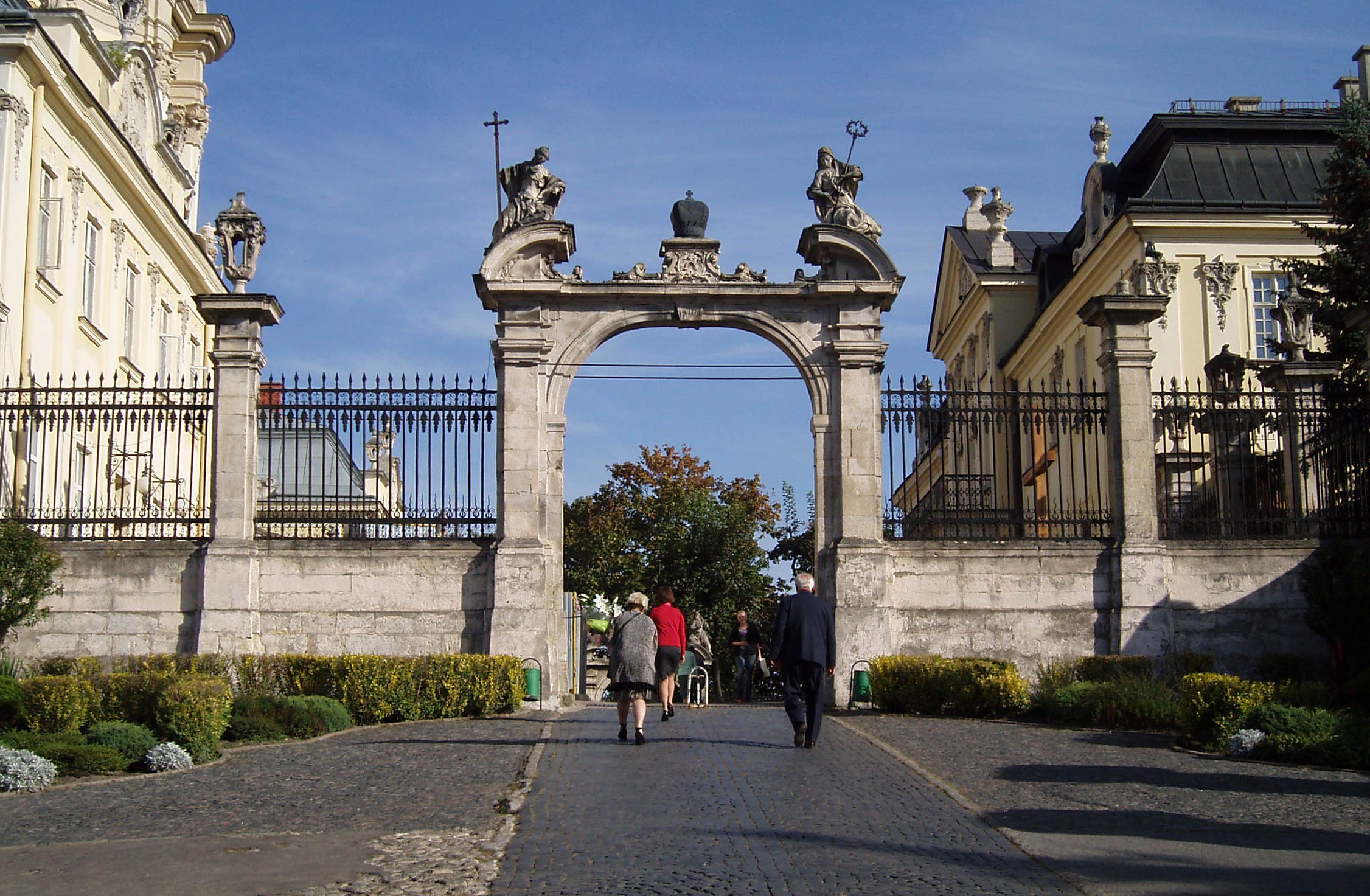
Південна вхідна брама площі Собору Святого Юра у Львові, 1760-ті рр. Архітектор — Клеменс Ксаверій Фесінґер, скульптор — Михайло Філевич.

Михайло Філевич (перед 1750 — 1804, Холм) — різьбяр, скульптор, працював у стилі рококо з рисами класицизму в містах Львів, Бучач, згодом у Холмі.

## Життєпис
У 1762 році працював у майстерні Антона Осинського. Між 1768 і 1770 роками М. Філевич і Себастьян Фесінгер зробили передвівтарну перегородку собору святого Юра, яку характеризують могутні високі тосканські колони посередині та дві менші по краях.
У 1770—1773 роках у співпраці з Семеном Стажевським виконав скульптурне оздоблення кате́дри святого Юра у Львові, зокрема, дерев'яні статуї Аарона й Мелхиседека на головному вівтарі, дві кам'яні брами зі скульптурами на подвір'ї перед собором (кам'яні персоніфікації «Церкви римської і грецької», «Віри» і «Надії»), вісім чеснот при сходах до собору, ківорій та єпископський трон.
Для церкви Воздвиження Чесного Хреста Господнього монастиря Василіян у Бучачі виконав 6 дерев'яних статуй святих (нині зберігають у Національному музеї у Львові). У 1777 році з Бучача переїхав до Холма. Дмитро Крвавич стверджував, що Філевич виконав статуї для церкви Бучацького монастиря в Холмі, до Бучача вони потрапили, однак їх не використали за призначенням — натомість опинились у збірці Національного музею. Також — що Михайло Філевич був автором чотирьох вівтарних статуй церкви Покрови Пресвятої Богородиці в Бучачі.
Разом із Франциском Оленським виконав головний вівтар із дияконськими дверима та групу «Архієрей» у головному вівтарі Успенської церкви у Львові (близько 1773 року; Збігн. Горнунг стверджував, що роботи мали рококову орнаментику, а рельєф ангела-охоронця є точною копією роботи Пінзеля з церкви Покрови Пресвятої Богородиці в Бучачі), роботи з оздоблення костелу в Монастириськах.
У 1774—1775 рр. перебудував головний вівтар у костелі піарів у Холмі, виконав ківорій, табернакль, амвон, хрещальню та парапет до хорів (можливо, також виконав проєкт внутрішнього вистрою в костелі). Правдоподібно, що його авторству належать також три дерев'яні жіночі фігури з греко-католицької катедри в Холмі (нині — у Музеї Холмської землі). Працював також над головним і двома бічними вівтарями в давній парафіяльній церкві в Чулчицях поблизу Холма. Йому приписують також хрещальню та амвон у по-паулінському костелі у Володаві.

### Творчість
Творчість Михайла Філевича має ознаки стилю пізнього рококо. Його фігуральній різьбі характерна віддаленість від реальної форми, натомість перевага надається стилізації і деформації. У різьбі по дереву як оздоблювальний мотив охоче використовував путті.